# Кулаковський Олексій Єлисеєвич
Кулаковський Олексій Єлисейович (рос. Кулаковский Алексей Елисеевич, псевдонім Ексекюлях Олексій; якут. Өксөкүлеех Өлөксөй; 16 березня 1877, 4-й Жохсогонський наслег, Таттинський улус, Якутська область, Російська імперія — 6 червня 1926, Москва, СРСР) —  якутський письменник. Основоположник  якутської літератури.

## Біографія
Народився в Таттинському улусі. Походить із сім'ї заможного селянина-якута. Закінчив реальне училище в Якутську. Чиновник в низових органах влади, учитель. Один з перших якутських письменників, краєзнавець.
З літа 1917 комісар Тимчасового уряду в Верхояновському окрузі Якутської області. Жовтневу революцію не прийняв, активно підтримував Якутську обласну раду (тойоната і національна інтелігенції) в невизнанні влади РНК РРФСР і ЦВК Рад Сибіру. Керований ним Верхоянський окружний з'їзд (березень 1918) оголосив більшовиків «невірними синами своєї Батьківщини, як в Росії, так і в Сибіру». При короткому (липень — серпень) існуванні на північному сході Якутії Радянської влади, захопивши скарбницю, переховувався в тундрі. Повернувся на свій пост з встановленням влади Тимчасового Сибірського уряду. Після розгрому А. В. Колчака працював в культурно-просвітницьких установах і викладав в школі. З початку 1922 приєднався до антирадянського національного повстання. Після придушення антирадянських сил і амністії ЦВК Якутської АРСР лідерам повстання повернувся в 1924 з Оймякона до Якутська, де готував до видання свої літературні і краєзнавчі праці.
У грудні 1925 року О. Кулаковський виїхав делегатом від Якутської АРСР на Перший тюркологічний з'їзд у Баку, але в шляху захворів і помер у Москві 6 червня 1926 року.

## Творчість
У 1900 р написав вірш «Заклинання Баяная», що вважається першим твором якутської писемної культури.
Самобутній талант Кулаковського спирався на усну народну творчість і російську класичну літературу. Ним створені десятки віршів і поем. За масштабністю, філософічності і образності мови особливе місце в творчості Кулаковського займає поема «Сновидіння шамана» (1910), що є плодом глибоких, тривалих роздумів поета над долями рідного народу і найгострішими проблемами сучасного йому світу.
Найкращі поетичні твори Кулаковського за своїми ідейно-художніми особливостями представляють синтез традицій російського реалізму і демократичних традицій якутського фольклору. О. Є. Кулаковський в останні роки свого життя брав активну участь в будівництві нового життя. Розробляв питання якутської писемності, брав участь в організації наукових установ республіки, вчителював, керував художньо-літературною секцією Наркомпросздрава ЯАРСР, був членом літературно-перекладацької комісії, публікував свої наукові праці та літературні твори.

## Пам'ять
У червні 1992 року на його могилі на Даниловському кладовищі міста Москви Урядом Республіки Саха відкритий надгробний пам'ятник.
У 1992 році заснована Державна премія імені О. Є. Кулаковського за видатну подвижницьку громадську діяльність по відродженню духовної культури народів Якутії.
Іменем О. Є. Кулаковського названо багато навчально-освітні установи та культурні центри в містах і улусах Республіка Саха. В Якутську відкрито пам'ятник великому поетові і просвітителю.